# Margareta Eriksdotter (Leijonhufvud)

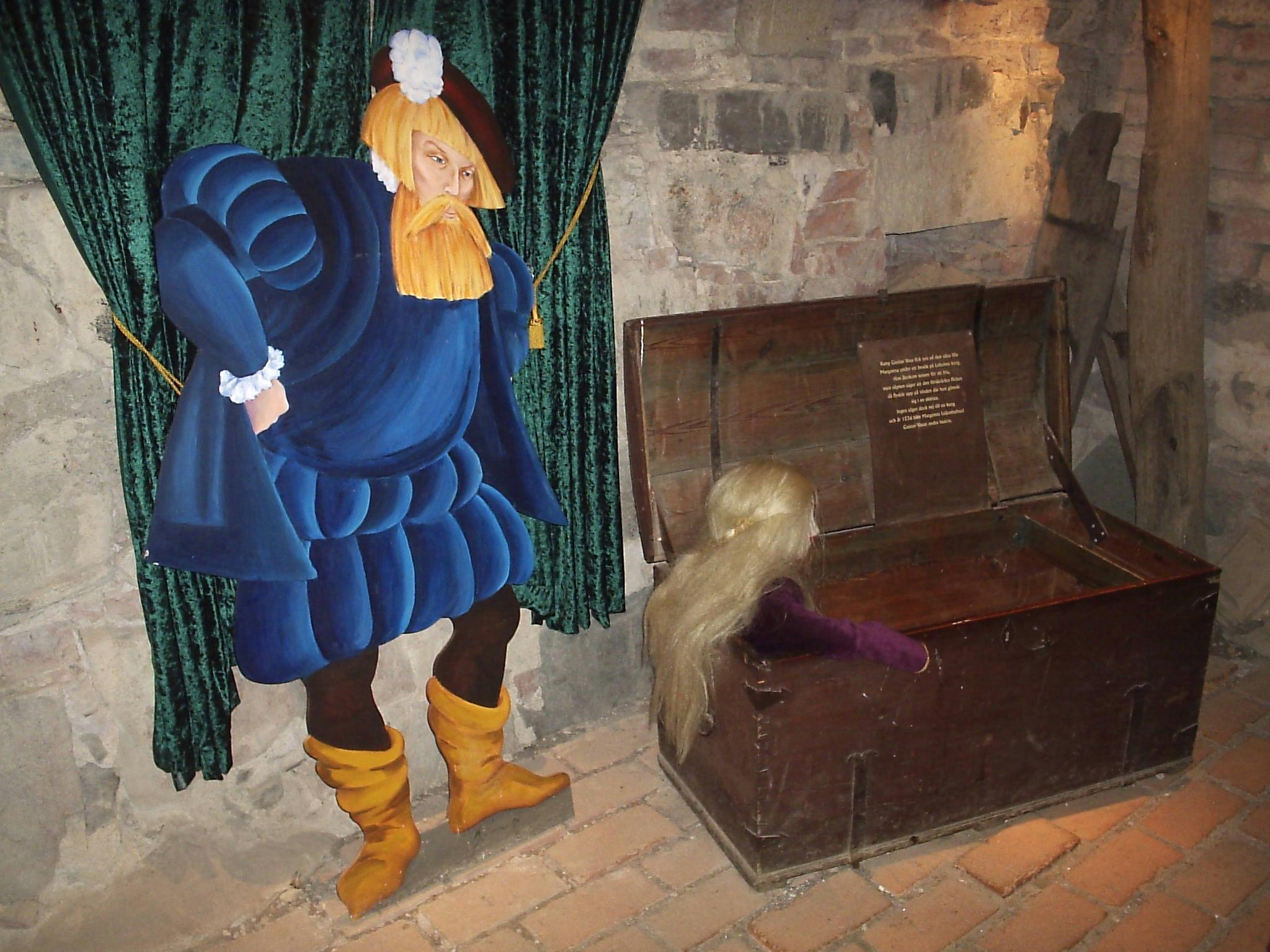
Enligt sägnen gömde sig Margareta på slottsvinden när Gustav Vasa friade till henne. Bild från utställning på Gräfsnäs slott.

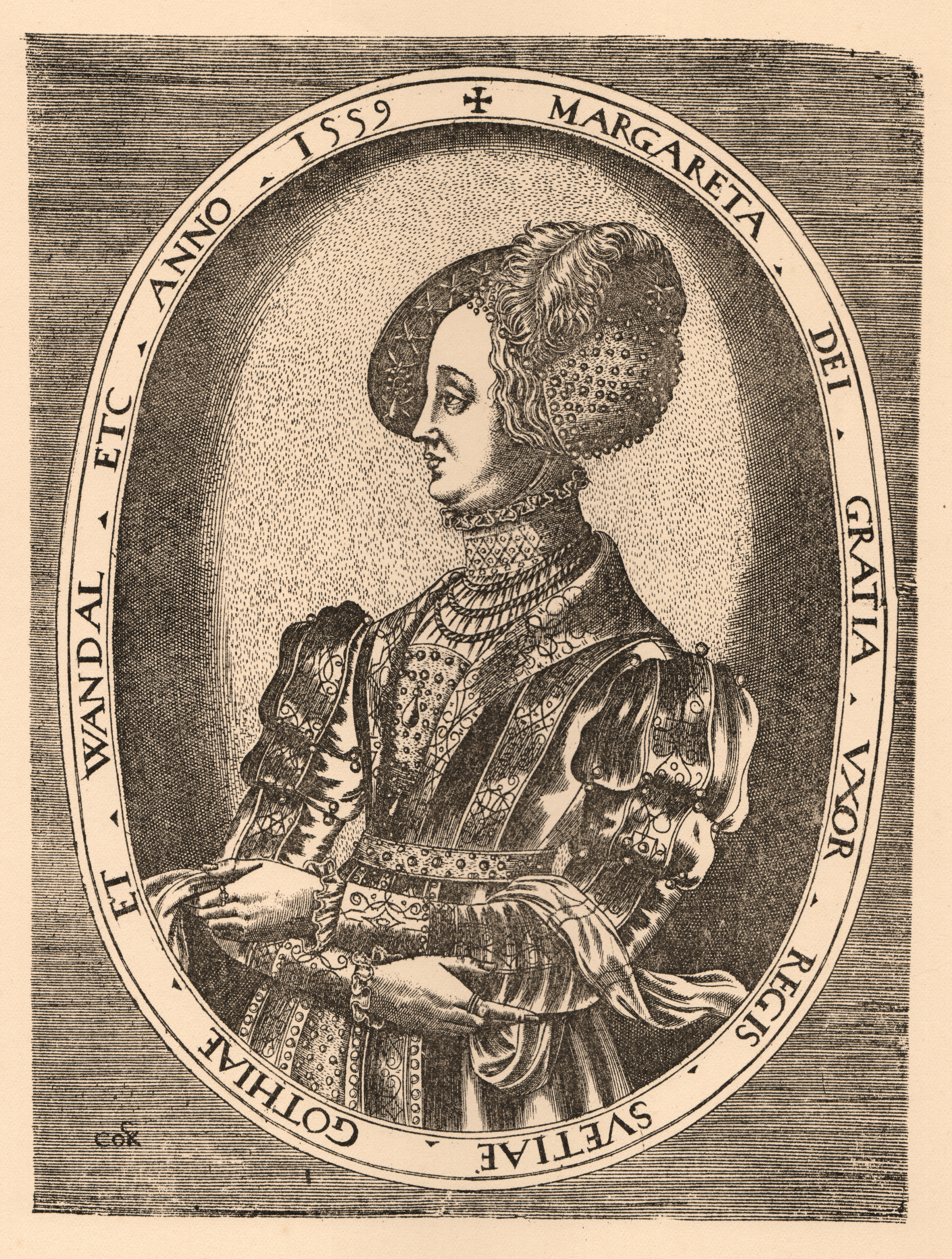
Margareta Leijonhufvud på gravyr av Hieronymus Cock från omkring 1559.

Margareta Eriksdotter (Leijonhufvud), enligt osäkra uppgifter född 1 januari 1516[källa behövs] på Ekebergs säteri, Lillkyrka, Närke,[källa behövs] död 26 augusti 1551 på Tynnelsö slott i Mälaren, var som Gustav Vasas andra gemål drottning av Sverige 1536–1551.

## Biografi

### Bakgrund
Margareta var dotter till Erik Abrahamsson (Leijonhufvud) och Ebba Eriksdotter (Vasa). Hon var fyra år gammal när hennes far halshöggs på Stortorget i Stockholm under Stockholms blodbad 8 november 1520. Vid denna tid befann sig Margareta tillsammans med sin  mor och sina syskon som gäster under Västerås klosters beskydd på önskan av fadern, som hade skickat dem dit för deras säkerhets skull. Modern fick behålla makens egendomar trots att han hade avrättats, vilket antagligen berodde på den allmänna instabiliteten i Sverige just då. Efter faderns död flyttade hon tillsammans med modern och sina syskon till Lo slott, som låg på ön Loholmen i sjön Anten intill Gräfsnäs i nuvarande Alingsås kommun i Västergötland. Familjens andra sätesgård var Ekeberg vid Hjälmaren i Närke. 
Det finns mycket lite information om Margaretas liv före hennes äktenskap. Enligt uppfostringsboken Oeconomia, skriven av Per Brahe, som tillhörde samma generation och klass, skulle en adlig dotter få lära sig hushållskunskaper, godsskötsel, ekonomi, läsa, skriva och räkna för att kunna övervaka både hushållstjänare och bokförare och ta ansvaret för godset under makens frånvaro, hon skulle kunna tala åtminstone tyska förutom svenska samt bilda sig till värdighet men också ödmjukhet genom att studera religiös sedelärande litteratur. Det var också vanligt bland den svenska adeln vid denna tid att låta sina döttrar undervisas en tid i ett kloster, och Margaretas uppfostran antas motsvara denna samtida norm. 
Det är troligt att hon var hovjungfru åt Gustav Vasas första drottning Katarina av Sachsen-Lauenburg. Hennes familj var med all säkerhet närvarande vid kungens bröllop, och det nyblivna kungaparet stod värdar när hennes syster Brita gifte sig med kungens gunstling Gustav Olofsson (Stenbock) strax efter det kungliga bröllopet. Vid tiden för kungens första äktenskap var Margareta 15 år gammal, hennes mor var kungens släkting och hennes syster gift med hans hovman, och även om inga listor finns om vilka hovdamer Katarina hade under sin tid i Sverige, torde Margareta med tanke på sin sociala ställning, ålder, kontakter och samtida sed ha fått avsluta sin uppfostran som hovdam.
Enligt gammal tradition ska Margareta och Svante Sture den yngre ha förälskat sig i varandra och trolovat sig i hemlighet före hennes äktenskap. Det är inte bekräftat att de var trolovade, men det anses mycket troligt att det var så, med tanke på att familjerna Sture och Leijonhufvud tillhörde Sveriges främsta familjer och enligt adelns giftermålsmönster troligtvis skulle ha strävat efter att sluta förbund med varandra genom äktenskap.

### Giftermål
1535 avled kungens första drottning Katarina av Sachsen-Lauenburg. Eftersom äktenskapet bara hade resulterat i en son, och en reservarvinge var viktig om tronarvingen skulle avlida, ansågs det nödvändigt för kungen att gifta om sig. Orsaken till att äktenskapet mellan Gustav Vasa och Margareta arrangerades är obekräftad. Men kungens möjligheter att arrangera ett nytt dynastiskt äktenskap med en utländsk prinsessa i det komplicerade läge Nordeuropa befann sig i under Grevefejden var små. Berend von Melens pamfletter mot Gustav Vasa, liksom hans syster och svågers avhopp till Lübeck, hade väckt uppseende i Östersjöområdet och gett kungen dåligt rykte i Tyskland, där han också vägrats bli medlem i Schmalkaldiska förbundet. Ett dynastiskt äktenskap var också dyrt och tidsödande med tanke på hur det hade varit att arrangera kungens första dynastiska äktenskap, där förhandlingarna hade dragit ut i åratal och beskrivits som förödmjukande för kungen, som betraktades som en uppkomling i Europa. En äktenskapsallians med en medlem av en svensk adelsätt skulle säkra kungen inrikespolitiskt stöd, och förhandlingarna skulle vara både snabbare och billigare. Margareta kom ur en av rikets ledande adelsätter, hennes mor var släkt med kungen och två av hennes systrar var gifta med hans förtrogna: Birgitta "Brita" med Gustav Olofsson (Stenbock) och Anna med Axel Eriksson (Bielke). 
Inga källor nämner hur frieriet gick till, och vad Margareta kände inför äktenskapet är okänt. Enligt en muntlig tradition gömde sig Margareta i en kista när kungen kom för att fria. En ekkista kallad "Drottning Margaretas kista" finns bevarad på Ekebergs herrgård, men denna är yngre. Både kyrkan och lagen vid denna tid förbjöd att någon tvingades in i ett äktenskap mot sin vilja, men samtidigt sade normen att ett barn skulle lyda sina föräldrar.
Margareta och Gustav Vasa vigdes av ärkebiskop Laurentius Petri i Uppsala domkyrka den 1 oktober 1536. Enligt Per Brahe skedde bröllopet med "synnerligen stor ståt, fröjd och härlighet", men det finns inga detaljer bevarade om hur firandet gick till. Vid bröllopet dubbades Margaretas bröder Abraham och Sten till riddare och blev liksom hennes svågrar utnämnda till riksråd. Margaretas tid som drottning inledde vad som har kallats Kungafrändernas tid, när Gustav Vasa genom sitt äktenskap säkrade vasaättens ställning genom en tät familjekontakt med sin makas och sin egen släkt, som giftes in i varandra genom flera bröllop och spelade en viktig och sammanhållen grupp vid hovet.
Margareta ska enligt traditionen ha varit trolovad med Kristina Gyllenstiernas son Svante Sture den yngre, som i stället fick gifta sig med hennes syster Märta. Svante Sture befann sig vid tiden för Margaretas äktenskap i Lübeck, där han hade satts i arrest av stadsborna sedan han hade avböjt deras erbjudande om att lanseras som svensk kung under Grevefejden. Enligt en mycket välkänd gammal tradition, som ofta berättas om Margareta, ska kungen en dag ha överraskat henne ensam med Svante Sture, som stod på knä framför henne. När kungen upprört bett om förklaring, ska Margareta snabbt ha talat om för honom att Sture bad om hennes syster Märtas hand, något kungen sedan omedelbart biföll. Olof von Dalin beskrev scenen: "Sturen skyndade till Sverige och sökte en gång tillfälle, att betyga sin förra ömhet med all den eld, som i ett ungt sinne kan upptändas men det hade bekommit honom illa, om ej Drottningens fintlighet honom räddat. Han hade för henne kastat sig på knä, när Konungen hastigt inkom och frågade vad det betydde: Han begär, sade Drottningen, min syster Märta till äkta, vartill K. Gustav strax samtyckte, och blev Sturen således gift innan förmodat." Svante Sture gifte sig med Märta Leijonhufvud 1538. 

### Drottning
Relationen mellan Margareta och Gustav Vasa beskrivs som lycklig. Med sitt milda, vänliga sätt lär hon ha utövat ett lugnande inflytande över Gustav Vasa. Hon beskrivs som en mycket älskad drottning av både sin make och svenska folket. Gustav ska aldrig ha haft en älskarinna: "sitt äktenskap höll han och väl" utan någon "concubinam". Han började sina brev till sin hustru "Min allra hjärtans käraste Margareta". Detta tillsammans med allt ansvar, som Gustav gav henne, visar hans förtroende för henne. Margareta behöll hela livet sin katolska tro, medan Gustav Vasa genomförde reformationen. Hon får en påfallande positiv beskrivning i samtida dokument. Hon beskrivs som en trofast hustru som inte överträdde sina befogenheter, som en ansvarstagande förälder, en skicklig organisatör av hovets hushåll och som en barmhärtig filantrop mot de nödlidande.
I sin roll som drottning fick hon det högsta ansvaret för hovets hushåll och personal. Hon skötte hovets inköp och kontakten med dess leverantörer, och kunde i denna roll utfärda privilegiebrev för hantverkare och köpmän. Hon hade också ansvaret för hovets personal. Hovets personal är endast fragmentariskt känd under Margaretas tid som drottning. Hennes hovdamer, som sammanfattades under namnet "fruntimret", bestod av ogifta hovjungfrur som skulle vistas en tid vid hovet för att lära sig fint sätt och sedan få ett äktenskap arrangerat av drottningen, gärna med någon av kungens hovjunkrar, vars bröllop sedan hölls av kungaparet. Ett exempel på en sådan hovjungfru var Ebba Månsdotter Lilliehöök. Kungaparet arrangerade dessa äktenskap för att upprätthålla en inrikespolitisk balansen mellan adelsätterna. Hovjungfrur och hovjunkrar skulle på kungens befallning varje dag efter middagen dansa med varandra i slottets danssal; annars åtföljde hovjunkrarna kungen på hans dagliga jakter, medan hovjungfrurna sydde i drottningens frustuga. Hovjungfrurna valdes troligen ut bland döttrar till riksråd (med all säkerhet hörde Margaretas systerdöttrar till dessa), och övervakades av en hovmästarinna. Bland hennes övriga hovpersonal nämns främst Birgitta Lass Andersson, kungabarnens sköterska och av allt att döma Margaretas gunstling. Margareta hade också personliga affärer och gods som hon skötte utan inblandning från kungen; vid sin död var hon personlig ägare av 150 gårdar, 109 stadstomter och tre kvarnar. 
Margaretas familj gynnades av hennes äktenskap med kungen, och hennes familj bad henne ofta utverka förmåner åt dem från kungen. Flera av hennes manliga släktingar utsågs till riksråd, lagmän och häradshövdingar. Hennes bröder Abraham och Sten utsågs till riksråd: särskilt Sten gynnades, då han stödde kungens strävan efter ett absolut fursteideal, blev krigsråd och fick bära spiran under högtider. Hennes syster Annas make blev genom förläningar en av Östergötlands rikaste män, liksom hennes syster Britas make blev motsvarigheten i Västergötland. Hennes mor och mormor mottog förläningar och rätten att ta upp en del av skatten från underlydande bönder. Den familjemedlem Margareta tycks ha stått särskilt nära var sin syster Märta. Hon upprätthöll en aktiv korrespondens med Märta, som hon kallade "Hjärtans käre syster" och avhandlade både godsekonomi och inrikespolitik. Hon agerade ofta för dennas räkning inför monarken, och Märta vidarebefordrade dessutom ofta supplikanters böner till Margareta, bland annat hennes egen makes, och Margareta förde dem sedan vidare till kungen.
Margareta är känd för att med framgång ofta ha talat med kungen till andras förmån. Enligt den lutherska hustavlan var det hennes uppgift som husmor att ge sin make råd, ta hand som sina underlydande och mildra makens stränghet, och att agera medlare, tala inför kungen för andras räkning och mildra hans domslut tillhörde också den allmänna och stereotypa normen för en drottnings roll i Europa vid denna tid. Den typen av inflytande uppfattades som acceptabel enligt samtida norm och bedömdes inte som att hon orättfärdigt lade sig i politiken. Ett tecken på detta var att Margareta inte betraktades som politiskt aktiv och inte förebråddes för sin påverkan av Gustav Vasa, medan Gunilla Bielke, som på samma sätt utövade inflytande över Johan III, till skillnad från henne ansågs utöva orättfärdigt politiskt inflytande. Margareta omnämns ofta i rollen som medlare och anlitades ofta som sådan av både allmänheten och av sin egen släkt. Hon bedöms ha haft en diplomatisk förmåga som gjorde att hon inte irriterade kungen med sina böner för andras räkning, utan som regel hade framgång. Det finns många exempel på denna verksamhet. Redan en vecka efter giftermålet, hösten 1536, benådades en silverköpare i Sala av kungen på Margaretas initiativ "för vår käre Husfrugis Drottning Margaretis böns skull", och i februari 1537 utfärdade kungen en benådning "för vår hjärtans käraste husfrugis, och hennes käraste moders flitige förböners skull". Frågorna kunde gälla allt från affärsverksamhet till rättsfall och benådning av domar. Änkan Hebbla Siggesdotter (Sparre), som hade misslyckats i sin ansökan till kungen om tillstånd att sälja spannmål direkt till utländska hamnar, lade fram samma bön till drottningen. Margareta utverkade att den landsflyktige Wulf Gylers maka Margareta Gire, som under konflikten mellan kungen och maken blivit så hårt förhörd av kungens sekreterare att hon svimmat av rädsla, fick tillbaka parets konfiskerade egendom i Stockholm innan hon tilläts lämna landet, och Gustav påpekade då att "Det var för vår kära husfru drottning Margaretas flitiga bön och begärans skull". Det finns endast ett tillfälle, år 1550, då Margareta dokumenteras ha sagt nej till att tala med Gustav för en annans förmån. Gustav Vasa ogillade också när Margaretas verksamhet missbrukades, och förebrådde en gång hennes bror Sten för att ha vänt sig till Margareta i stället för honom direkt. 
Margareta kunde också personligen hjälpa en del supplikanter direkt utan att behöva fråga kungen. Hon kunde med egna pengar ge lån och även gåvor till hjälpbehövande, och även kontakta berörda myndigheter för deras räkning. Hon gav till exempel ett lån till Anders Person i Nyköping för inköp av spannmål efter en dålig skörd; när en kvinna vid namn Anna talade om att hennes farsarv, ett stenhus i Stockholm, hade pantsatts av hennes styvfar, kontaktade hon rådet i Stockholm och bad dem undersöka äganderätten. I Stockholms tänkeböcker förekommer flera fall då hon ingripit mot myndigheterna till supplikanters förmån utan att kungen var inblandad, och där protokollet hänvisar att en brottsling benådats tack vare "vår nådige frus förbön". I oktober 1547 ingrep hon till exempel till förmån för Peder Mattssons änka Anna, som av Simon skrivare hade åtalats för att ha begått äktenskapsbrott med landsknekten Rasmus Jute, som skulle ha varit hennes älskare medan maken levde: Anna vägrade att inställa sig i rätten utan tog "sig hemeliga in på slottet och in till vår aller käre nådige fru, att hennes nåde vara hennes behjälplig". Margareta kallade dagen därpå in sig Simon och "förbjöd honom det han platt intet skulle befatta sig med henne [Anna]", som därefter slapp åtal och kunde gifta om sig med Jute. När kungen fängslade sin kansler Conrad von Pyhy tog drottning hand om dennes maka Anna von Pyhy och gav henne pengar för att kunna återvända till sin släkt i Tyskland. 
Drottning Margareta hade dock också en öppet politisk roll. I de slottslovenbrev som Gustav utfärdades 1542 ålades kungens ståthållare för slotten i Läckö, Stegeborg, Gripsholm och Stockholm att hålla dem för "vår käraste Husfru Högmäktige Furstinne och Drottning Margareta":s räkning fram till Eriks myndighetsdag om denne blev monark som omyndig, vilket i praktiken gav henne en riksföreståndare ställning. I arvföreningen i Västerås i januari 1544 förklarades att Margareta tillsammans med några av riksråden skulle fungera som rikets regent om Gustav Vasa skulle avlida då Erik var omyndig: "[Den] stormäktigaste furstinne och fru, fru Margareta, Sveriges, Götes och Vendes drottning, vår nådigaste fru, riket och regementet till den bäste och uti frid och rolighet". Hon fick vid flera tillfällen uppdrag av Gustav att se över mindre myndighetsutövare såsom fogdar och övervaka att de skötte sina sysslor och inte missbrukade sin ställning och även att förhindra godsägare från att begå övergrepp mot bönder med tanke på de uppror som annars kunde bli följden. Vintern 1543 fick hon i uppdrag att sända ut spioner som kunde utröna stämningen bland allmogen i Södermanland på grund av det missnöje som rådde över dagsverkena på Gripsholm, eftersom missnöje bland bönderna lätt kunde urarta i uppror: "Och vad du kunde have tillfälle, att låta utskicke några förklädde i bondekläder, ibland bönderna, som kunde höre och förnimme, vad deras snack och väsen vara, och hur de skicke, då låge där stor makt uppå." Hon hade särskilt under kungens frånvaro ansvar för de kungliga godsen, och gav som sådan order till de kungliga befallningsmännen och slottsfogdarna i kungens ställe. Ett sådant exempel är då hon på kungens anmodan 1544 varnade slottsfogden i Arboga för att han misskötte sitt ämbete. 1545 anmodade hon på kungens önskan borgmästaren och rådmännen i Arboga att ta emot guldsmeden Hans van Raplin och låta honom bygga upp sin verksamhet, då det vid denna tid var ont om personer med detta yrke i Sverige. 
Margareta gavs också utrikespolitiska uppgifter av Gustav Vasa. 1542 sändes hennes bror Sten till det franska hovet på diplomatiskt uppdrag. Sverige ville sluta en allians med Frankrike för att slippa ur Habsburgs inringning och isolering av Sverige från resten av Europa (Habsburg stödde Kristian II:s två döttrars anspråk på den svenska tronen). Målet nåddes 1543, och Margareta sände året därefter ett tackbrev på latin till den franske kungens syster Margareta av Navarra, "älskligaste och käraste syster" för hennes vänlighet mot brodern och bad henne tala om ifall "det i detta vårt nordliga rike finns något som kan vara till värde och glädje för Ers Nåd", ett brev som sändes med hennes franske hovläkare Karl Paludanus, som skulle återvända till Frankrike. Detta var ett typiskt diplomatiskt brev till en utländsk makthavare: även Henrik VIII av England brevväxlande med Margareta av Navarra på grund av hennes stora inflytande på sin bror, Frankrikes kung. Margareta närvarade vid mötet mellan den svenska och danske kungen under fredsförhandlingarna i Brömsebro 1541, och undertecknandet av dessa i Kalmar strax därpå. 

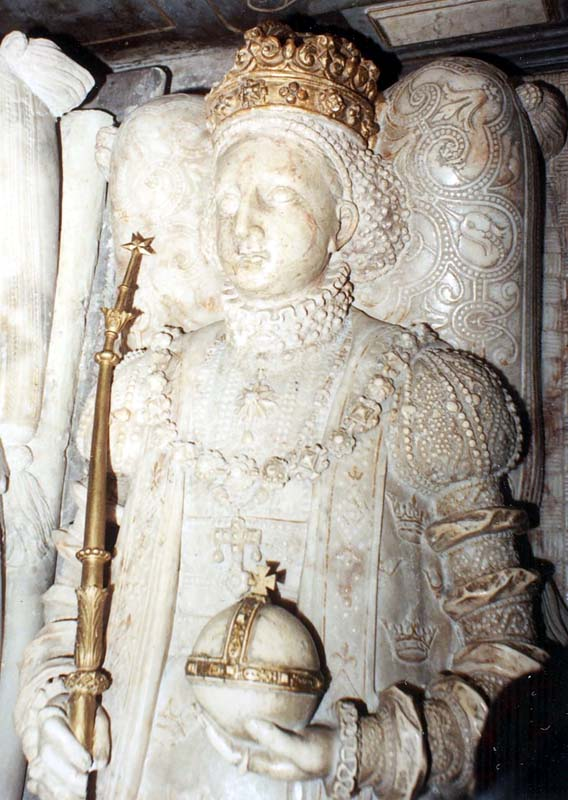
Drottning Margareta på gravmonumentet i Uppsala.

### Död
Margareta avled i augusti 1551 efter en kort tids sjukdom. Enligt Aegidius Girs krönika tackade hon på dödsbädden maken för sin ställning som drottning, bad om ursäkt för att hon inte visat sig värdig positionen och bad sina barn att hålla sams. En solförmörkelse ska ha inträffat då hon uppgav andan. Det är inte känt om detta var bokstavligt menat eller inte. En partiell solförmörkelse inträffade den 31 augusti, och det är antagligen den man hänvisar till. 800 mark delades på kungens önskan ut till domkyrkor, skolstugor och hospital över hela riket till förmån för sjuka och nödställda samt fattiga studenter, en månad efter hennes död. 
Hon begravdes i Uppsala domkyrka 1560. Hon hade efter sin död blivit tillfälligt begraven i väntan på att hennes sarkofag skulle färdigställas, och hon blev därför inte slutgiltigt begraven förrän samma år som Gustav Vasa och hans första maka Katarina i december 1560.

## Eftermäle
Margareta Leijonhufvud har i historien länge beskrivits som en idealbild av hur en drottning borde vara. Detta påbörjades redan vid den likpredikan som hölls över henne. Senare framställdes hon som en perfekt drottning i motsats till kungens första maka Katarina, som fick rollen som det dåliga exemplet, och hon beskrevs som en landsmoder för folket, exempelvis i sammanställningen Om svenska drottningar som utgavs vid Gustav IV Adolfs giftermål med Fredrika av Baden 1797.
Den 6 juni 2016, 500 år efter hennes födelse och samma datum som maken Gustav Vasa blev kung, avtäcktes en bronsbyst på henne i Gräfsnäs slottspark i Alingsås kommun. Avtäckningen gjordes av prinsessan Désirée. Bronsbysten gjordes av skulptören Britt-Marie Jern, Göteborg på initiativ av AM Alströmer, Alingsås. Gräfsnäs ligger nära ön Loholmen, där Margareta växte upp. Tack vare generösa sponsorer kunde denna bronsbyst tas fram.

## Barn
Margareta födde tio barn under en period på tretton år. Av dessa överlevde åtta barndomen, vilket var en ovanligt hög siffra på 1500-talet.
1. Johan III (1537–1592), kung av Sverige 1568–1592
2. Katarina (1539–1610), gm. Edzard II av Ostfriesland
3. Cecilia (1540–1627), gm. Kristoffer II av Baden
4. Magnus (1542–1595), hertig av Östergötland
5. Karl (1544), död som spädbarn
6. Anna (1545–1610), gm. Georg Johan I av Pfalz-Veldenz
7. Sten (1546–1547)
8. Sofia (1547–1611), gm. Magnus II av Sachsen-Lauenburg (1543–1603), brorson till Gustav Vasas första gemål
9. Elisabet (1549–1597), gm. Kristoffer av Mecklenburg
10. Karl IX (1550–1611), kung av Sverige 1604–1611

## Anfäder
|                                    |  |  |  |  |  |  |  |                               |  |  |  |  |  |  |  |                                    |  |  |  |  |  |  |  | Kristiern Gregersson Leijonhufvud |
|                                    |  |  |  |  |  |  |  |                               |  |  |  |  |  |  |  |                                    |  |  |  |  |  |  |  |                                   |
|                                    |  |  |  |  |  |  |  |                               |  |  |  |  |  |  |  | Abraham Kristiernsson Leijonhufvud |  |  |  |  |  |  |  |                                   |
|                                    |  |  |  |  |  |  |  |                               |  |  |  |  |  |  |  |                                    |  |  |  |  |  |  |  |                                   |
|                                    |  |  |  |  |  |  |  | Erik Abrahamsson Leijonhufvud |  |  |  |  |  |  |  |                                    |  |  |  |  |  |  |  |                                   |
|                                    |  |  |  |  |  |  |  |                               |  |  |  |  |  |  |  |                                    |  |  |  |  |  |  |  |                                   |
|                                    |  |  |  |  |  |  |  |                               |  |  |  |  |  |  |  |                                    |  |  |  |  |  |  |  | Magnus Bengtsson Natt och Dag     |
|                                    |  |  |  |  |  |  |  |                               |  |  |  |  |  |  |  |                                    |  |  |  |  |  |  |  |                                   |
|                                    |  |  |  |  |  |  |  |                               |  |  |  |  |  |  |  | Birgitta Månsdotter Natt och Dag   |  |  |  |  |  |  |  |                                   |
|                                    |  |  |  |  |  |  |  |                               |  |  |  |  |  |  |  |                                    |  |  |  |  |  |  |  |                                   |
|                                    |  |  |  |  |  |  |  |                               |  |  |  |  |  |  |  |                                    |  |  |  |  |  |  |  | Märta Clausdotter Plata           |
|                                    |  |  |  |  |  |  |  |                               |  |  |  |  |  |  |  |                                    |  |  |  |  |  |  |  |                                   |
| Margareta Eriksdotter Leijonhufvud |  |  |  |  |  |  |  |                               |  |  |  |  |  |  |  |                                    |  |  |  |  |  |  |  |                                   |
|                                    |  |  |  |  |  |  |  |                               |  |  |  |  |  |  |  |                                    |  |  |  |  |  |  |  | Karl Kristiernsson Vasa           |
|                                    |  |  |  |  |  |  |  |                               |  |  |  |  |  |  |  |                                    |  |  |  |  |  |  |  |                                   |
|                                    |  |  |  |  |  |  |  |                               |  |  |  |  |  |  |  | Erik Karlsson Vasa                 |  |  |  |  |  |  |  |                                   |
|                                    |  |  |  |  |  |  |  |                               |  |  |  |  |  |  |  |                                    |  |  |  |  |  |  |  |                                   |
|                                    |  |  |  |  |  |  |  |                               |  |  |  |  |  |  |  |                                    |  |  |  |  |  |  |  | Ebba Eriksdotter Krummedige       |
|                                    |  |  |  |  |  |  |  |                               |  |  |  |  |  |  |  |                                    |  |  |  |  |  |  |  |                                   |
|                                    |  |  |  |  |  |  |  | Ebba Eriksdotter Vasa         |  |  |  |  |  |  |  |                                    |  |  |  |  |  |  |  |                                   |
|                                    |  |  |  |  |  |  |  |                               |  |  |  |  |  |  |  |                                    |  |  |  |  |  |  |  |                                   |
|                                    |  |  |  |  |  |  |  |                               |  |  |  |  |  |  |  |                                    |  |  |  |  |  |  |  | Karl Bengtsson av Vinstorpaätten  |
|                                    |  |  |  |  |  |  |  |                               |  |  |  |  |  |  |  |                                    |  |  |  |  |  |  |  |                                   |
|                                    |  |  |  |  |  |  |  |                               |  |  |  |  |  |  |  | Anna Karlsdotter av Vinstorpaätten |  |  |  |  |  |  |  |                                   |
|                                    |  |  |  |  |  |  |  |                               |  |  |  |  |  |  |  |                                    |  |  |  |  |  |  |  |                                   |
|                                    |  |  |  |  |  |  |  |                               |  |  |  |  |  |  |  |                                    |  |  |  |  |  |  |  | Karin Lagesdotter Sparre          |
|                                    |  |  |  |  |  |  |  |                               |  |  |  |  |  |  |  |                                    |  |  |  |  |  |  |  |                                   |